# Repräsentantenhaus (Antigua und Barbuda)
Das Repräsentantenhaus von Antigua und Barbuda ist Teil des Parlaments von Antigua und Barbuda.
Es bildet das Unterhaus des aus zwei Kammern bestehenden Parlaments von Antigua und Barbuda. Der Senat bildet das Oberhaus. Im Repräsentantenhaus von Antigua und Barbuda sitzen 19 Abgeordnete, von denen 17 Mitglieder für fünf Jahre gewählt werden. Weitere Mitglieder sind der Attorney General und der Sprecher des Repräsentantenhauses.

## Wahlen
- Wahl 2014: Die Antigua and Barbuda Labour Party (ABLP) errang nach 10 Jahren in der Opposition wieder die Mehrheit im Abgeordnetenhaus. Neuer Premierminister wurde Gaston Browne.[1]
- Wahl 2018: Die ABLP konnte erneut gewinnen und erhielt 15 Sitze. Gaston Browne wurde erneut Premierminister.[2]

## Regierungsviertel
Die meisten Regierungsbehörden konzentrieren sich am Queen-Elisabeth-Highway.